# HK Szynnik Bobrujsk
HK Szynnik Bobrujsk (ros. Хоккейный клуб Шинник Бобруйск) – białoruski klub hokeja na lodzie z siedzibą w Bobrujsku.

## Historia
W przeszłości drużyną juniorską stowarzyszoną z klubem został zespół Dynama-Szynnik Bobrujsk, występujący w rosyjskich rozgrywkach MHL (związany także z klubem Dynama Mińsk).
Po sezonie ekstraligi białoruskiej edycji 2019/2020 klub wycofał swój zespół seniorski wskutek problemów finansowych, natomiast drużyna rezerwowa Szynnika pozostała w rozgrywkach wyższej ligi.

## Trenerzy i zawodnicy
W sztabie szkoleniowym klubu pracowali Wasil Pankou, Juryj Fajkou, Edward Miłuszew, Pawieł Pierapiechin.